# Église Saint-Denis de Jaunay-Clan
L'église Saint-Denis est une église catholique située à Jaunay-Clan, en France.

## Localisation
L'église est située dans le département français de la Vienne, sur la commune de Jaunay-Clan. Le chevet donne sur la place de la Fraternité.

## Historique
L'église a été construite sur le chemin de saint Jacques de Compostelle, à l'emplacement d'une ancienne cité romaine détruite. L'église tire son nom de Denis de Paris, premier évêque de Paris mort en martyre, décapité à Montmartre en 273 apr. J.-C. Les parties les plus anciennes de l'édifice datent du Xe siècle.
La base du clocher daterait du XIe siècle. Les nefs, de style gothique, ont été construites au XIVe siècle. Au XVIe siècle, la dernière travée a été remaniée. En 1871,l'abside est construite dans un style néo-gothique et, en 1898, le clocher roman est remplacé par le clocher actuel. En 1995, la chapelle, la charpente et la couverture du chœur sont restaurées. La réfection de la nef a eu lieu en 1997.
L'édifice est classé au titre des monuments historiques en 1910.

## Descriptif
Sur la place de la Fraternité, ombragée de tilleuls, apparait le chevet de l'église. Il a été très restauré. Le portail de l'édifice s'ouvre par un arc contrepassé. À la croisée du transept, la coupole rectangulaire est divisée en six compartiments. Elle repose sur quatre piliers. Ces derniers sont également reliés par des arcs contrepassés. Il est possible que cette architecture ait été marquée par une influence de l'art arabe ou par des artistes pèlerins revenant d'Espagne.

## Mobilier
Le chœur de l'église est enrichi du triptyque de la Crucifixion, œuvre du maitre verrier Max Ingrand. Ce triptyque remplace une verrière du XVe siècle. Il date de 1967. Il représente,  au centre,  le Christ crucifié, les bras levés, entouré des figures de la Vierge Marie et de saint Jean. Simon de Cyrène et sainte Véronique, deux personnages importants du chemin de croix, sont évoqués dans les fenêtres latérales. Le vitrail de la chapelle nord a été exécuté en 1976 par un artiste peintre de la commune, Aristide Caillaud.
L'église Saint-Denis abrite un tableau La Vierge à l'enfant, œuvre de Numa Marzocchi de Bellucci. La Madone est visible dans la chapelle nord de l'église Saint-Denis au droit du chœur. La Vierge a les cheveux recouverts d'un voile léger. Elle est grandeur nature. Elle est peinte de trois quarts. L'enfant Jésus est assis sur des coussins. L'ensemble est entouré d'un cadre en trompe-l'œil. Cette fresque mesure 1,30 m de large sur 1,95 m de haut. 
Elle est un exemple abouti d'une technique mise au point par l'artiste, celle de la fresque sur toile. Normalement, une fresque est un décor peint directement sur un enduit frais appliqué sur le mur. Le fait de peindre sur un enduit qui n'a pas encore séché permet aux pigments de pénétrer dans la masse . Les couleurs durent plus longtemps qu'une simple peinture en surface sur un substrat. Mais son exécution nécessite une grande habileté et doit se faire très rapidement entre la pose de l'enduit et le séchage complet. Le peintre Marzocchi de Bellucci voulait que chacun puisse profiter des fresques qui ne sont visibles que dans les bâtiments où elles ont été peintes. Pour réaliser son souhait, il élabora une technique particulière: après avoir peint « à fresque » sur un mur et après séchage, il détachait de son support la couche picturale d'environ 5 cm pour la recoller ensuite sur une toile. La peinture pouvait ainsi voyager et être présentée au plus grand nombre.